# Io sono perversa
Io sono perversa (The Big Bounce) è un film del 1969 diretto da Alex March, tratto dal romanzo di Elmore Leonard Il grande salto (The Big Bounce, 1969).